# Bionika
Bionika (z ang. bionics - skrót od biologically inspired engineering; inne nazwy: biomimetyka od mimesis „naśladowanie”, biomimikra od mimikra, inżynieria bioniczna) – interdyscyplinarna nauka badająca budowę i zasady działania organizmów oraz ich adaptowanie w technice  i budowie urządzeń technicznych na wzór organizmu. Stara się poznawać i wykorzystać procesy sterujące działaniem organizmów w różnych działach techniki, m.in. automatyce, informatyce, elektronice, mechanice i budownictwie. Patenty przygotowane przez naukowców wykorzystują rozwiązania występujące w naturze. Opracowanie nowych rozwiązań dzięki biomimetyce pozwoli na zmniejszenie przypadkowości w badaniach naukowych oraz umożliwi łatwiejsze generowanie nowych rozwiązań. 
Dokładne badanie i kopiowanie szczegółów budowy z żywych form jest bardzo obiecujące, gdyż okazuje się, że te formy są bardzo rozwinięte, a takich rozwiązań jak w przyrodzie jeszcze nie ma w żadnych urządzeniach.
Przykłady biomimetyki w inżynierii zawierają kadłuby łodzi imitujących grubą skórę delfinów, sonar, radar, w medycynie ultradźwięki imitujące głos nietoperzy. W dziedzinie informatyki badania biomimetyki znalazły zastosowanie w cybernetyce, sztucznych neuronach, sztucznych sieciach oraz w miniaturyzacji krzemowych podzespołów na wzór naturalnych neuronów.
Specjalista biomimetyki, Julian Vincent wykładający na Uniwersytecie Bath w Wielkiej Brytanii, uważa, że obecnie zaledwie 10% może mniej tych rozwiązań umiemy naśladować, w celu doskonalenia urządzeń. 

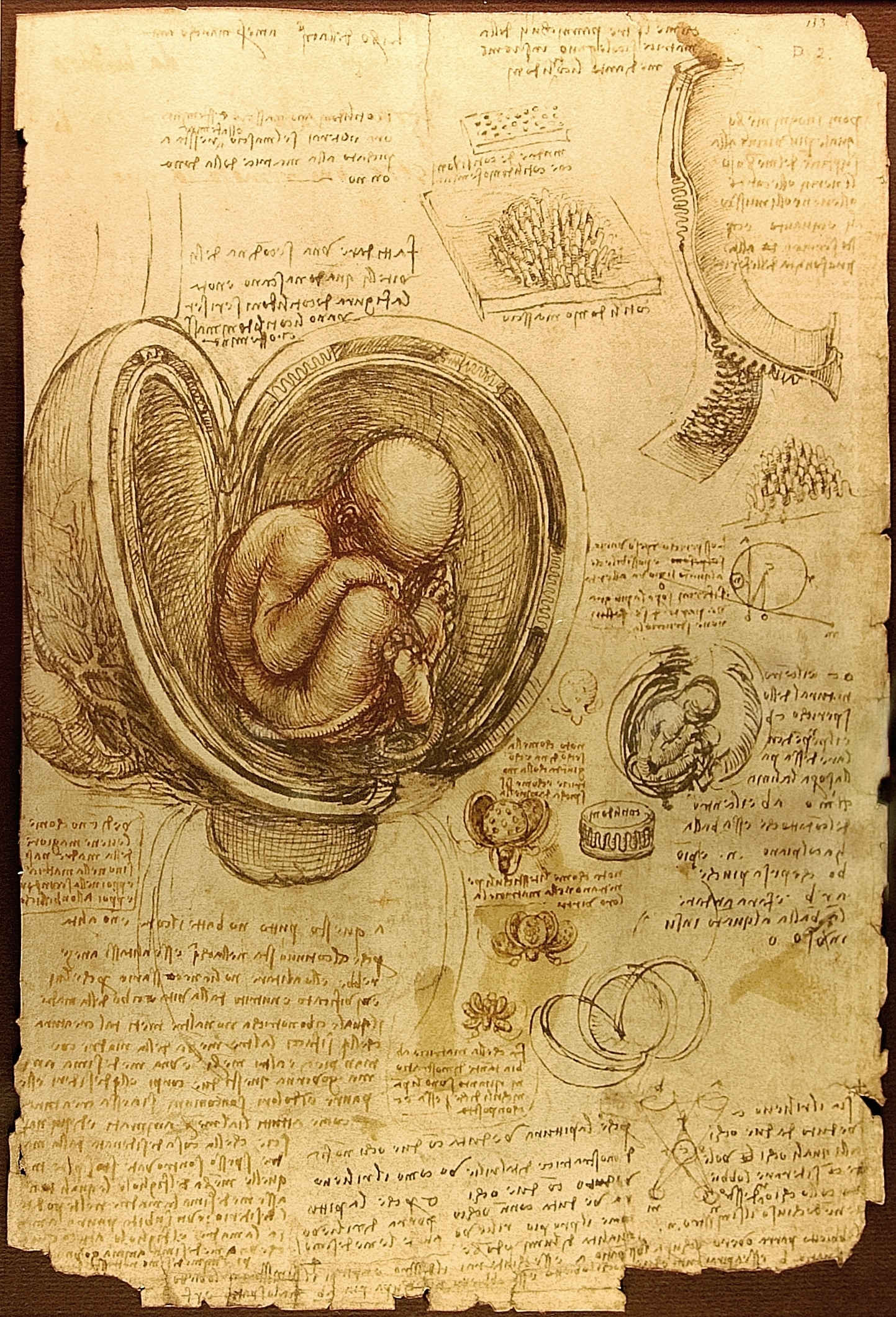
Studia płodu w macicy Leonarda da Vinci z ok. 1510–1512

W medycynie bionika oznacza zastępowanie lub wspomaganie różnych organów i części ciała urządzeniami, które bardzo dobrze naśladują naturalne funkcjonowanie, w przeciwieństwie do protez. Najbardziej znany jest tu implant ślimakowy dla osób niesłyszących.

## Historia
Termin „biomimetyka” został wprowadzony około 1950 roku przez Otto Schmitta, natomiast określenie „bionika” pojawiło się w 1960 na konferencji w Dayton.

## Metody
Badania biomimetyki nie ograniczają się tylko do obserwacji biologicznej struktury, ale raczej wdrożenie jej rozwiązań dla potrzeb człowieka. Najpierw naukowców intryguje, jak zwierzę może wykonać taką czy inną funkcję. Jak to się dzieje? Później jak wykorzystać to w praktyce. Natura traktowana jest jak źródło osiągniętych już rozwiązań zoptymalizowanych w czasie ewolucji. Przypadek, czasem długie obserwacje nasuwają wnioski.
Przyroda dostarczyła tylu dobrych pomysłów, że powstała już baza danych, w której gromadzi się informacje na temat tysięcy różnych „trików” stosowanych przez rośliny i zwierzęta. Zawartość bazy określana jest mianem „patenty biologiczne”. Każdy projektant, czy uczony, może uzyskać patent. Prawo do niego ma firma, która ten patent odkryła i go zgłosiła. 
Nowoczesne rozwiązania z tego pola są zwykle dziełem Instytutu Buckminster Fullera.
Można wyróżnić trzy sposoby badań biologicznych prowadzących do nowej technologii:
- naśladowanie naturalnych metod wytwarzania związków chemicznych, by utworzyć nowe,
- imitowanie mechanizmów znalezionych w naturze (rzepy z ich haczykami i pętelkami zaprojektowano na wzór koszyczków kwiatowych łopianu),
- studiowanie zasad organizacyjnych społecznego zachowania organizmów, takich jak stadne zachowanie ptaków, pszczół lub mrówek.

## Przykłady biomimetyki
Leonardo da Vinci i jego projekty samolotów i okrętów to wczesne przykłady wzorowania inżynierii na naturze.

### Owady
Chrząszcze. Dla uczonych niedościgłym wzorem są narządy zmysłów zwierząt. Ciemniki czarne (Melanophila acuminata) to chrząszcze potrafiące dostrzec pożar nawet z odległości 50 km. Ich narządy, wykrywające promieniowanie podczerwone, są o wiele czulsze niż najlepsze wojskowe noktowizory i kamery. Nawet prosty układ nerwowy doskonale radzi sobie z zadaniami, które przerastają możliwości współczesnych komputerów, takimi jak rozpoznawanie partnerów czy wyszukiwanie pożywienia. Prowadzone badania mają doprowadzić do skonstruowania m.in. jeszcze lepszych czujników.
Termity. W Harare, w południowej Afryce, stworzono kompleks budynków, w którym system darmowej wentylacji i chłodzenia wzorowano na pionowych kanałach w kopcach termitów.

### Ptaki
Pelikany. Naukowcy stwierdzili, że gdy pelikany lecą kluczem, ptaki będące z tyłu korzystają z ciągu powietrza wytworzonego przez te, które są na przedzie. Mają wtedy tętno o 15 procent wolniejsze, niż gdyby leciały pojedynczo. Żeby ustalić, czy te prawa aerodynamiki można wykorzystać, inżynierowie wyposażyli samolot doświadczalny w skomplikowane urządzenia elektroniczne, dzięki którym pilot lecący z tyłu mógł utrzymywać swą maszynę mniej więcej w stałej pozycji względem odrzutowca lecącego z przodu. Odległość między samolotami wynosiła około 90 metrów. Rezultatem było to, że odrzutowiec lecący z tyłu napotykał o 20 procent mniejszy opór powietrza i zużył o 18 procent mniej paliwa. Zdaniem badaczy wyniki te można będzie wykorzystać w lotnictwie wojskowym i cywilnym.

### Rośliny

Komputerowa grafika kropel wody na powierzchni liścia lotosu

Lotos zainspirował wynalezienie hydrofobowych powierzchni – zaobserwowano, że z liści lotosu nawet duże krople wody spływają nie zostawiając śladu zwilżenia, za to zbierając zanieczyszczenia z powierzchni liścia. Okazało się, że powierzchnia ta nie jest gładka. Dzięki tym obserwacjom powstały pojemniki, które po opróżnieniu (np.: z farby) nie są brudne oraz samooczyszczające się powierzchnie takie jak specjalne farby czy też dachówki.
Rzepy syntetyczne (zob. velcro) są najsławniejszym przykładem biomimetyki. W 1941, Szwajcar, inżynier George de Mestral czyścił po spacerze swojego psa z rzepów. Wtedy zastanowił się jak haki łopianu trzymają się futra. Dziesięć lat później opatentował swój wynalazek.
Szyszki. Julian Vincent zajmował się na studiach szyszkami. Wtedy rozwinął projekt „inteligentnej” odzieży przystosowującej się do wahań temperatury poprzez zmianę kształtu. Gdy jest ciepło szyszka otwiera się i wysypuje nasiona, podobnie inteligentna tkanina ma maleńkie otwierające się klapki.

### Ryby
Konik morski. Na Uniwersytecie Kalifornijskim w San Diego były prowadzane badania nad stworzeniem giętkiego robotycznego ramienia zrobionego z polimeru, inspiracją była struktura ogona konika morskiego.

### Ssaki
Humbak. Konstruktor samolotu może się nauczyć całkiem dużo od humbaka. Naukowców zaintrygowało, jak zwierzę o dość sztywnym ciele może zataczać ciasne kręgi w wodzie. Odkryli, że przednia krawędź płetw nie jest gładka, jak w przypadku samolotów, lecz pokryta guzkami. Dzięki nim woda opływa płetwę i nabierająca prędkości porusza się w sposób uporządkowany. Specjalista Jon Lang jest zdania, że „niedługo każdy odrzutowiec będzie miał skrzydła z guzkami podobnymi do tych u humbaków”.

## W biznesie
Ostatnie badania prowadzone przez Phila Richardsona, w centrum Biomimetyki Uniwersytetu w Bath, przedstawiają, że modele biomimetyki mogą zostać użyte jako analogie w biznesie. Przykłady zawierają aplikację naturalnych systemów użytych do rozwiązywania problemów danych złożonych.